# 7 Gold Telerent
7 Gold Telerent è un'emittente televisiva a carattere regionale che trasmette i programmi del circuito 7 Gold. In passato, ha fatto parte anche dei circuiti nazionali Junior Tv, TivuItalia e Italia 9 Network.

## Storia
Telerent nacque il 1º aprile 1984; l'editore dell'emittente è Paolo Raffa.
Il segnale televisivo verrà diffuso sul canale 34 UHF con antenna trasmittente installata su Monte Pellegrino (Palermo) e, all'atto della sua apertura, i locali iniziali erano in via Abruzzi 15; essi si trasferivano successivamente in via Vannantò 27.
Il primo contratto stipulato dall'emittente palermitana fu con il nascente circuito nazionale Retecapri.
Inizialmente, poche furono le ore di trasmissione che andarono dalle 19.30 all'01.00 circa della notte.
Oltre a programmi autoprodotti, in palinsesto (forniti dal circuito) vi erano film e telefilm tra i quali La Fattoria dei Giorni Felici con Eva Gabor, Mary Hartman, cartoni animati della serie Daikengo, Danguard, Gordian, le telenovelas Non Basta una Vita e Carga Pesada e qualche documentario.
Nel 1986 Telerent si affiliò nel tempo a Junior Tv, TivuItalia, Amica 9 e Italia 9 Network.
Tra le prime autoproduzioni, si ricordano Tutto il Calcio, minuto per minuto (da non confondersi con l'omonima trasmissione radiofonica di Rai Radio 1) con la radiocronaca in diretta delle partite disputate dalla Juventus e gli aggiornamenti (in tempo reale) video di tutti i risultati inerenti al campionato di calcio domenicale, Febbre da Cavallo trasmissione dedicata al mondo dell'ippica condotta da Fofò Montalbano.
Poterono godere di un discreto successo programmi come Gerardo in cucina con Gerardo Di Liberto.
In breve tempo la programmazione coprirà l'intero arco della giornata avvalendosi, inizialmente, anche della ritrasmissione satellitare della televisione musicale europea Music Box (il famoso canale inglese di sola musica via satellite che spopolava in Europa essendo uno dei pochissimi canali iniziali della flotta Eutelsat a partire subito con la sola programmazione musicale ed in stereofonia), e successivamente di Super Channel.
Dopo qualche anno l'emittente si trasferisce nei nuovi studi di via Aloisio Juvara 117 rimanendovi per alcuni anni; infine si sposterà in quelli attuali di via Antonio Rallo 8 dove continua, a tutt'oggi, la sua storia televisiva.
Nel corso del 1987 entra in syndication con Italia 9 Network per poi passare, per un breve periodo, con TivuItalia.
Il palinsesto della rete, naturalmente, si arricchisce notevolmente; presente anche il notiziario con ben quattro edizioni in onda alle 14:30, 18:30, 22:30 e 00:30.
Tra i telefilm che verranno mandati in onda ritroviamo Sceriffo Lobo, Fantasilandia, Cover Up, Professione Ladro, le telenovelas Victoria e Señora, il tutto naturalmente condito con tante rubriche dedicate alla cartomanzia ed ai pronostici del gioco del Lotto.
Telerent aderirà, poi, dall'aprile del 1994 al circuito Amica 9 gestito dalla D.A.P.S..
Tra le rubriche (sempre di alto livello) in onda in questi anni ricordiamo Preview, Work Dance, Così è se vi Piace, Limitati Network, A' la Coque, Grand Hotel Cabaret, Granelli di Sabbia, Librarsi, le rubriche sportive Petali di Rosa e Domenica in Rosa, il varietà Simbol Night ed ancora la rubrica religiosa Fra' Tommaso.
Tra le autoproduzioni del nuovo millennio vanno ricordate Real Time Magazine e Salute & Benessere.
Telerent, infine, dal 28 maggio 2007 si è contrattualmente legata al network a diffusione nazionale 7 Gold che acquisì il 50% della società editrice.
L'informazione inizia alle 7:00 del mattino con la rubrica rigorosamente in diretta 7 in Punto condotta, in alternanza, dagli studi di Palermo e Catania.
La redazione palermitana di 7 Gold - Telerent è formata dai giornalisti Chiara Franceschi, Marta Dragna, Paolo Di Girolamo e Michele Mencarelli.
La struttura tecnica si affida a più consulenze esterne, fra le quali spicca quella di Piero Dell'Aria; mentre la raccolta della pubblicità locale è affidata a diversi agenti, tra cui Giuseppe Tabita.
Non più autoprodotto ma acquistato da una società esterna (Mediactivity - via Aloisio Juvara a Palermo) è il telegiornale, che portava il nome di TVNEWS con un'edizione giornaliera andata in onda fino ai primi anni 2010 intorno alle 19.15.
Dal 15 novembre 2008 Telerent ha acquisito due frequenze di TvT, nota tv palermitana (che chiuse i battenti nel 2014), per l'aumento del bacino d'ascolto del circuito nazionale 7 Gold a cui fa riferimento (in particolare nella fascia costiera tirrenica messinese, grazie all'acquisizione degli stessi a Monte San Martino (Capo d'Orlando) e Gioiosa Vecchia nei pressi di Gioiosa Marea).
Continuando l'accensione di nuove frequenze digitali, nel febbraio 2009 la tv palermitana accende il nuovo canale 41 UHF da Contrada Costa Zita a Marineo per la gran parte delle province di Agrigento e Palermo mentre inizia ad essere presente anche sul canale 66 UHF da Piazza Macchiarella a Ficarazzi (entrambi i canali in condivisione con Canale 8 Teleficarazzi che risulta esserne proprietaria) per la zona del villabatese e circondario risolvendo gran parte delle difficoltà di ricezione da parte degli abitanti del luogo causa orografia del territorio molto difficile per la polarizzazione del segnale.
Dalla fine di agosto 2009, l'emittente palermitana ha attivato il canale 28 UHF sulle cittadine di Cinisi e Terrasini dal Santuario Madonna di Trapani sito allo svincolo autostradale di Terrasini (quest'ultimo riposizionato sul canale 46 UHF il 31 dicembre 2011) mentre dal 14 ottobre 2010 rileva il canale E9 VHF da Monte Pellegrino già appartenuto a Radio Italia TV.
Con l'avvento del digitale terrestre, anche Telerent si prepara al passaggio nella nuova tecnologia e così, dal 19 giugno 2012 fino al 4 luglio dello stesso anno, l'emittente palermitana converte i suoi apparati di emissione man mano che le date di accensione si susseguirono in regione.
Notevole è lo sforzo dell'emittente palermitana nel "condurre" il circuito 7Gold senza dimenticare i momenti di indipendenza di palinsesto così come è notevole l'apporto tecnico dato ai propri impianti sparsi in tutto il territorio siciliano.
A cavallo tra gli anni duemiladieci e duemilaventi, Telerent 7 Gold ha cominciato a trasmettere nella gran parte dei casi solo in alta definizione sul digitale terrestre.
Dal refarming del 2022 è visibile in Sicilia e provincia di Reggio Calabria nel mux RL Sicilia 1 alla LCN 15.